# トルコ西部地震

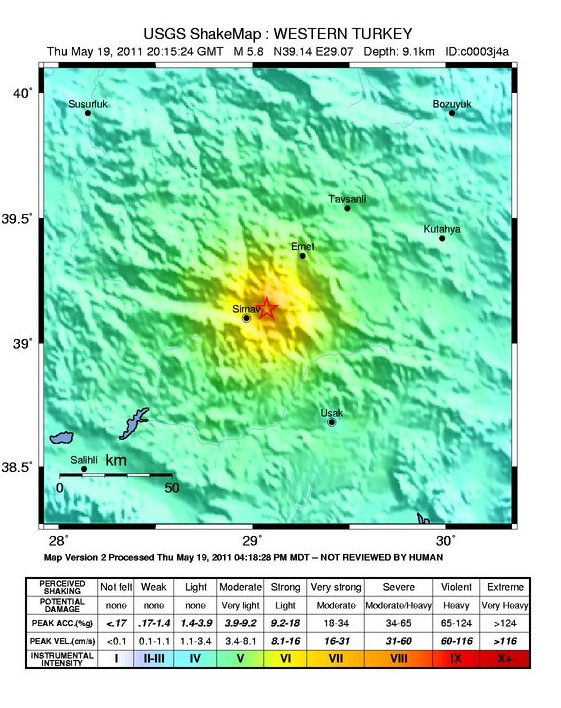
USGSによる震度図

トルコ西部地震（トルコせいぶじしん）は、2011年5月19日木曜日23時15分（EEST）にトルコ西部の人口密集地近くの内陸部で発生したモーメントマグニチュード MW 5.8の地震である。震源はキュタヒヤ県シマウの東、深さは9.1km（5.7mi）と推測され、キュタヒヤ県の大半で強い揺れを観測した。
地震によりこの地方ではパニック状態となり、シマウのほとんどで停電した。シマウの病院は負傷者の数は不明と報告し、複数の建物が損傷を受けた。ブルサ県イネゴルでは、高齢の女性が余震の直後に心臓発作を起こし、後に死亡が確認された。シマウでは1人がコンクリートブロックと衝突し死亡した。この地震による余震は450回以上で最大余震のマグニチュードは4.6である。

## 地質
この地震の震源は、キュタヒヤ市の西南西約80km（50mi）の南北テクトニクス拡張エリア内のプレート内断層で、深さは9.1km（5.7mi）である。地震活動の高さレベルが地域ごとに登録されているが、歴史的に多くの地震が発生している場所である。予備的な分析では、この地震は正断層の東西への変位がトリガーとなったと提案されている。地震学者によりこの断層は、以前に同様の地震を発生させた活断層であるシマウ断層と同定された。マグニチュードの大きさから、この地震は震源に近い地表面の決裂に起因するものと考えられた。アメリカ地質調査所は当初地震の規模をMW6.0と見積もったが、その後すぐに焦点深度とともに訂正した。トルコのカンディリ地震観測所は、リヒターマグニチュード ML 5.9と推定した。
震源が浅かったことにより強い揺れが多くの場所で報告された。シマウにおける最大震度はメルカリ震度階級（MM）でVII（非常に強い）と推定され、すぐ近くのパザラとシャファネーでも強い揺れ（MM VI）を報告した。キュタヒヤ県だけでなく、隣接する複数の県でも軽い揺れ（MM V-IV）を報告し、震源から数百km離れたイスタンブールでも弱い揺れを感じた。

## 前震と余震
| 日付       | 時間（UTC） | ML  | 位置                     |
| ---------- | ----------- | --- | ------------------------ |
| 2011-05-19 | 23:23:02    | 3.8 | シマウ, キュタヒヤ       |
| 2011-05-19 | 23:15:22    | 5.9 | シマウ, キュタヒヤ       |
| 2011-05-19 | 23:25:32    | 4.6 | シマウ, キュタヒヤ       |
| 2011-05-19 | 23:41:44    | 4.0 | シャファネー, キュタヒヤ |
| 2011-05-19 | 23:43:30    | 4.0 | シマウ, キュタヒヤ       |
| 2011-05-20 | 00:12:51    | 4.6 | シマウ, キュタヒヤ       |
| 2011-05-20 | 00:21:29    | 4.5 | シマウ, キュタヒヤ       |
| 2011-05-20 | 00:33:11    | 4.4 | シマウ, キュタヒヤ       |
| 2011-05-20 | 03:13:07    | 4.1 | シャファネー, キュタヒヤ |
| 2011-05-20 | 03:58:33    | 4.5 | シマウ, キュタヒヤ       |

本震の23分前にML3.8の前震が先行して発生している。2011年5月20日までに小さな余震が450回以上発生している。ML4.0以上の余震は合計で8回観測され、最も大きな余震は本震から約10分後に震源近くで発生したML4.6の地震である。